# Боцень
Боцень (пол. Bocień) — село в гмине Хелмжа Торуньского повета Куявско-Поморского воеводства в центральной части севера Польши.

## История
Во время Второй мировой войны в пределах Боценя находилось вспомогательное отделение немецкого концентрационного лагеря Штуттгоф, где были размещены еврейские женщины в возрасте от 14 до 60 лет.
В 1975—1998 годах Боцень административно относился к Торуньскому воеводству. По данным Национальной переписи (март 2011 года) в нем проживало 211 жителей. Вместе с тремя другими деревнями (в каждой из которых проживает 211 человек) это пятнадцатый по величине населённый пункт в гмине Хелмжа.